# مفلح الخادم
مفلح الخادم كان رئيس البلاط في عهد الخليفة العباسي المقتدر (حكم 908-932)، وكان مخصيًّا.

## حياته
بحلول عام 922/3، كان قد ارتقى إلى منصب ذي نفوذ كبير في البلاط، فدَعَم الإطاحة بالوزير حميد بن العباس، الذي كرهه، لصالح علي بن الفرات. إلا أنه تدخل لإنقاذ نائب حامد علي بن عيسى بن الجراح، من التعذيب الذي تعرض له، على يد ولد ابن الفرات المحسن. في أيلول- تشرين الأول 925 أشرف مع بشرى الثملي، نائب والي الثغور الشامية ثمل الدلفي، على تبادل الأسرى في ذلك العام مع الإمبراطورية البيزنطية. تضمنت عملية التبادل، المعروفة باسم فداء مفلح في المصادر العربية، إطلاق سراح ما يقرب من 4000 من الرجال والنساء المسلمين من الأسر. وبحسب الصولي، عُيِّن مفلح واليًا على القدس عام 935، أثناء خلافة الراضي.